# Gastrophysa viridula
Gastrophysa viridula é uma espécie de artrópode pertencente à família Chrysomelidae.